# Gianna Woodruff
Gianna Ursula Woodruff Washington (Santa Mónica, Estados Unidos; 18 de noviembre de 1993) es una atleta estadounidense-panameña especializada en 400 metros vallas. Ha representado a Panamá en los Juegos Olímpicos, Campeonato Mundial de Atletismo, Juegos Panamericanos, Juegos Centroamericanos y del Caribe, Juegos Suramericanos, Juegos Bolivarianos y Juegos Centroamericanos donde ha logrado destacados resultados.

## Competiciones internacionales
| Año                    | Competición                                 | Lugar                  | Posición               | Evento                 | Tiempo                 |
| Representando a Panamá | Representando a Panamá                      | Representando a Panamá | Representando a Panamá | Representando a Panamá | Representando a Panamá |
| ---------------------- | ------------------------------------------- | ---------------------- | ---------------------- | ---------------------- | ---------------------- |
| 2016                   | XVII Campeonato Iberoamericano de Atletismo | Río de Janeiro         | 2°                     | 400 m vallas           | 57.34                  |
| 2017                   | Campeonato Sudamericano de Atletismo        | Asunción               | 1°                     | 400 m vallas           | 56.04                  |
| 2017                   | Campeonato Mundial de Atletismo             | Londres                | 22° (sf)               | 400 m vallas           | 57.32                  |
| 2018                   | Juegos Suramericanos                        | Cochabamba             | 3°                     | 400 m vallas           | 57.68                  |
| 2018                   | XXIII Juegos Centroamericanos y del Caribe  | Barranquilla           | 6°                     | 400 m vallas           | 55.60                  |
| 2019                   | Campeonato Sudamericano de Atletismo        | Lima                   | 2°                     | 400 m vallas           | 56.76                  |
| 2019                   | Juegos Panamericanos                        | Lima                   | 7°                     | 400 m vallas           | 57.20                  |
| 2019                   | Campeonato Mundial de Atletismo             | Doha                   | 19° (sf)               | 400 m vallas           | 55.61                  |

## Marcas personales
Exteriores
- 200 metros – 24.59 (+2.0 m/s, Palo Alto 2013)
- 400 metros – 54.26 (Lignano Sabbiadoro 2017)
- 400 metros vallas – 55.76 (Tucson 2017) RC, RN

Interiores
- 60 metros – 7.65 (Seattle 2015)
- 200 metros – 24.67 (Albuquerque 2014)
- 400 metros – 57.17 (Portland 2016)